# Socijalistička Republika Rumunjska
Socijalistička Republika Rumunjska (rum. Republica Socialistă România) odnosi se na period u povijesti Rumunjske kada je tom državom vladao komunizam. Osim naziva Socijalistička Republika Rumunjska, do 1965. službeni naziv države bio je Narodna Republika Rumunjska (rum. Republica Populară Romînă). 
Država je nastala 1947. nakon abdikacije Mihala I., a postojala je sve do 1989. kada je svrgnut režim kojeg je vodio Nicolae Ceauşescu, a sam Ceauşescu je ubijen. Ovo se dogodilo tijekom jeseni naroda kada su mnoge komunističke zemlje odbacile komunizam mirnim putem, no revolucija u Rumunjskoj bila je jedina u kojoj je komunizam svrgnut nasilno, a vođa ubijen.

## Povijest

#### Počeci socijalizma-sovjetizacija
Prisutnost sovjetskih snaga uzrokovala je postavljanje lijevo orijentirane vlade pod vodstvom Petrua Groze u ožujku 1945. Mirovnim ugovorom Rumunjskoj je vraćen dio Transilvanije, a oduzeti su joj Besarabija i sjeverna Bukovina. Rumunjska je vojna sila ograničena i zajamčeno je poštovanje ljudskih prava. 30. prosinca 1947. monarhija je ukinuta, a kralj je bio prisiljen abdicirati. Proglašena je Narodna Republika Rumunjska na čelu s komunističkom partijom. Sve je preorganizirano na sovjetski način. 1949. su SAD i UK dva puta opominjali Rumunjsku da krši ljudska prava, a time i mirovni sporazum. 1950. to su učinile i UN. 1952. na vlast je došao Gheorghe Gheorghiu-Dej (inače vođa partije od 1945.). Donesen je novi ustav, kao i onaj iz 1965. napravljen prema sovjetskom uzoru.

#### «Nezavisni» režim
Nakon Staljinove smrti 1953. Rumunjska se polako udaljava od SSSR-a. Nova je Rumunjska vlast mislila da treba razviti svoj oblik socijalizma. U pedesetima provedena je nacionalizacija, ubrzo se zemlja počela i industrijalizirati što je rezultiralo i urbanizacijom. Provedena je i elektrifikacija. Kolektivizacija je provedena u razdoblju od 1949. – 1962. tako da je sva obradiva površina proglašena javnim dobrom, no poljoprivrednicima je bilo ostavljano nešto malo zemlje za osobnu uporabu. Rumunjska je u pedesetim sudjelovala u svim organizacijama sovjetskog bloka, a od šezdesetih Rumunjska sama kroji vanjsku politiku. 1965. na vlast je došao Nicolae Ceauşescu. Industrijski rast Rumunjske procjenjuje se na oko 12% što je skoro najviše u Istočnom bloku.

### Ceauşescu - sposoban vanjski političar i brutalan diktator
Godine 1965. Rumunjska je dobila novi ustav. Iako je bio sličan onom sovjetskom Rumunjska se s njime ipak nešto udaljila od SSSR-a. Razvoj Rumunjske nastavljen je do sedamdesetih godina. Potres 1970., brojne poplave, teška industrija koja je sve više zagađivala okoliš kao i sve brutalniji odnos prema stanovništvu, uzrokovali su smanjenje rasta ind. proizvodnje kao i popularnosti vlasti. Rast rumunjskog gospodarstva održivim je spašavala strana politika. Ceauşescu je varirao između tada već posvađanih Kine i SSSR-a te zapada. Posjetio je Kinu, nije se uplitao u sovjetske diplomatske i vojne pohode te je nekoliko puta posjetio SAD.
Samu Rumunjsku posjetio je i američki predsjednik Nixon 1969. te Brežnjev 1976., vođa SSSR-a. Razni gospodarski sporazumi potpisani su s organizacijom EFTA, EEZ (preteća EU), SSSR-om,  SAD-om, Izraelom, Egiptom, Kinom, Istočnom Njemačkom, Jugoslavijom, Mađarskom i Bugarskom. 1976. potpisan je i 10 godišnji ugovor sa SAD-om. Dobri odnosi sa SAD-om nastavljeni su i danas. Rumunjska je jedan od najvećih političkih saveznika SAD-a. Rumunjska je bila i promatrač u Pokretu nesvrstanih i član MMF-a te Svjetske banke.

### Potop režima i politička previranja u devedesetima
Osamdesete su bile početak kraja socijalizma. Ceauşescu je potrošio skoro sve rezerve Rumunjske kako bi platio strani dug. To je dovelo do nestašica benzina i hrane. Stanje u ionako već siromašnoj Rumunjskoj postalo je neizdrživo. Režim je i dalje gušio građanske slobode, kao i bilo kakvo političko suprotstavljanje. Zemlja je bila izolirana iako je režim pokušavao to prekriti vanjskom politikom. Uskoro je režim pokušao brojnim (mahom suludim) potezima spasiti državu, no to nije išlo. Propadanje socijalizma u Europi imalo je utjecaja i u Rumunjskoj. U prosincu 1989. velike su demonstracije u Temišvaru ugušene u krvi (1160 mrtvih, 3352 ranjena) što je rezultiralo masovnim negodovanjem i iniciralo prosvjede po cijeloj zemlji. Vlast je na demonstracije odgovorila slanjem vojske na narod, ali vojska je ubrzo prešla na stranu pobunjenika i počela napadati provladine snage. Od 16. do 22. 12. 1989. u brojnim okršajima je stradalo mnogo ljudi, ali je okrutni režim zbačen. Ceauşescu (koji je oko cijele svoje obitelji stvorio kult ličnosti) je sa svojom ženom Ellenom pobjegao iz Bukurešta. Međutim, isti su dan uhićeni i u kratkom suđenju proglašeni krivim. Smaknuti su 25. prosinca 1989.
Ion Iliescu postao je novi predsjednik, a nova je vlast uhićivala i progonila suradnike bivšega režima. U svibnju 1990. održani su prvi slobodni izbori. Za predsjednika je izabran gore spomenuti Iliescu, a njegova stranka Nacionalni Front Spasenja (koja se uglavnom sastojala od bivših komunista) pobijedila je na izborima. Ali demokratski izbori nisu pomogli u smanjivanju napetosti. U prosincu 1991. donesen je novi ustav prihvaćen referendumom. U rujnu i listopadu su održani novi izbori gdje se vlast samo potvrdila. 1993. vladajuća stranka mjenja ime u Socijaldemokratska partija Rumunjske (slobodan prijevod). Tijekom 1994. i desne stranke dobivaju neke funkcije u vladi. Kroz sve ovo vrijeme jak je sukob na etničkoj razini između Rumunja i Mađara te Rumunja i Roma. Stanje je bilo pogoršano i prosvjedom koji je zahvatio Bukurešt 1990. Deseci tisuća Roma emigrirali su tijekom 1991. Odnosi Rumunjske s Mađarskom bili su zategnuti. 1993. prava su manjina bila povećana, a 1994. u Rumunjskoj se održavala konferencija o nacionalnim manjinama, no u lipnju 1995. prava su manjina smanjena. 1996. napokon je sklopljen dogovor o prijateljstvu između Rumunjske i Mađarske koji je napokon regulirao prava Mađara u Rumunjskoj. Izbori su u studenom 1996.  bili prvi s mirnom promjenom vlasti; umjesto dotadašnje došla je na vlast koalicija, a novi predsjednik i premijer su bili Emil Constantinescu i Victor Ciorbea (popularni gradonačelnik Bukurešta). Uskoro su provedene i brojne gospodarske reforme uz pomoć MMF-a. Tijekom 1997. još su sređeni i odnosi s Ukrajinom oko nekih teritorijalnih razmirica te je zemlju posjetio i mađarski predsjednik. Kralju Mihajlu iste je godine dozvoljen povratak u zemlju.

## Vođe države
| Slika | Ime                    | Početak mandata    | Kraj mandata       |
| ----- | ---------------------- | ------------------ | ------------------ |
|       | Constantin Parhon      | 30. prosinca 1947. | 2. lipnja 1952.    |
|       | Petru Groza            | 3. lipnja 1952.    | 7. siječnja 1958.  |
|       | Ion Gheorghe Maurer    | 11. siječnja 1958. | 21. ožujka 1961.   |
|       | Gheorghe Gheorghiu-Dej | 21. ožujka 1961.   | 19. ožujka 1965.   |
|       | Chivu Stoica           | 24. ožujka 1965.   | 9. prosinca 1967.  |
|       | Nicolae Ceauşescu      | 9. prosinca 1967.  | 22. prosinca 1989. |